# 拉韦斯内
拉韦斯内（法語：Laveissenet，法語發音：[lavɛsnɛ]）是法国康塔尔省的一个市镇，属于圣弗卢尔区。

## 地理
拉韦斯内（45°4'54"N, 2°53'20"E）面积10.79 平方千米，位于法国奥弗涅-罗讷-阿尔卑斯大区康塔爾省，该省份为法国中南部省份，位于法國中央高原中心，北起科雷兹省、上盧瓦爾省和多姆山省，西接洛特省和科雷兹省，南至阿韦龙省和洛特省，东临上盧瓦爾省和洛泽尔省。
与拉韦斯内接壤的市镇（或旧市镇、城区）包括：阿尔伯皮埃尔-布勒东、拉沙佩勒达拉尼翁、波亚克、于塞勒、瓦吕埃若勒。
拉韦斯内的时区为UTC+01:00、UTC+02:00（夏令时）。

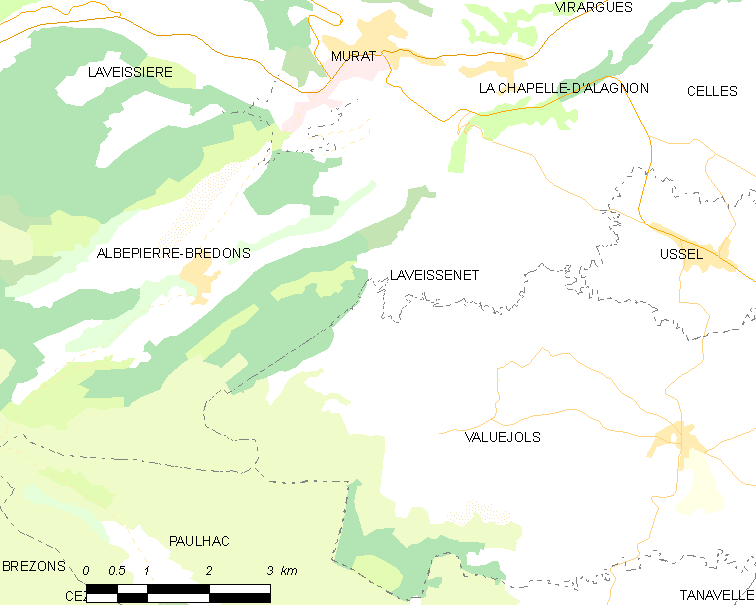
拉韦斯内的OSM定位图

## 行政
拉韦斯内的邮政编码为15300，INSEE市镇编码为15100。

## 政治
拉韦斯内所属的省级选区为米拉县 (法国)。

## 人口

1962-2008年间拉韦斯内人口变化图示

拉韦斯内于2022年1月1日时的人口数量为135人。